# Aavaviken
Aavaviken är en vik i östra Norrbottens kustland i Haparanda kommun. Ån Aavajoki mynnar ut i viken.